# Jesús Vicente Chamorro
Jesús Vicente Chamorro (Valverde del Fresno, Cáceres, 9 de enero de 1929-Madrid, 2 de abril de 2001) fue un abogado y jurista español, fiscal de carrera. En el ámbito político, perteneció al Partido Comunista de España hasta diciembre de 1978, momento en que se aprueba la Constitución española de 1978.

## Biografía
Nacido en Valverde del Fresno el 9 de enero de 1929, era hijo de Jesús Chamorro Piñeiro, médico de carabineros depurado en 1936. Estudió el bachillerato en Salamanca, ciudad en la que inició sus estudios de Derecho. Se licenció por la Universidad Complutense y se doctoró por la de Valencia. Ya en Salamanca, durante sus primeros años universitarios, se afilió al Partido Comunista de España. Estuvo casado con Carmina Carbajosa, con quien tuvo tres hijos: Jesús, Isabel y Santiago. Murió en Madrid el 2 de abril de 2001, a los 72 años de edad.

## Trayectoria
Fiscal de carrera por oposición desde 1954, en 1956 fue nombrado fiscal en la Audiencia de Alicante. Fue también profesor de Derecho Penal en la Universidad de Valencia y la Complutense de Madrid. En 1968 promovió la creación de Justicia Democrática, pero hasta 1977 no pudieron celebrar su primer congreso. En mayo de 1978 se le abrió expediente disciplinario por orden del fiscal general del Estado, Juan Manuel Fanjul, por intervenir en el programa de televisión La clave, en el que se trató el tema de los errores judiciales en España, sin autorización de sus superiores. El asunto se saldó con un apercibimiento, tras una campaña de solidaridad de sus allegados. En junio de 1978 fue nombrado fiscal jefe de la Sala de lo Civil en la Fiscalía del Tribunal Supremo.

## La historia del homenaje a Antonio Machado de 1966 a 1983
El 20 de febrero de 1966 tuvo lugar en Baeza un acto en homenaje al poeta Antonio Machado. El acto, llamado Paseos con Antonio Machado fue organizado por un grupo de intelectuales españoles y militantes antifranquistas y reunió en la localidad jiennense a varios cientos de personas, procedentes de todo el país, con motivo del 27 aniversario de la muerte de Machado. Entre los organizadores figuraba el fiscal Jesús Vicente Chamorro, el crítico de arte Moreno Galván, Valeriano Bozal, Caballero Bonald, Enrique del Castillo, Jesús López Pacheco, Ernesto Hontoria, José Molina Hipólito, José Antonio Hernández Jiménez, y los poetas Aurora de Albornoz y Félix Grande, además del juez de Baeza Manuel Gómez Villaboa.
El acto iba a consistir en la colocación de un busto del poeta andaluz, obra desinteresada realizada por el escultor Pablo Serrano. La famosa "cabeza de Machado" viajó a Baeza de manera clandestina escondida en un Citroën “dos caballos” del arquitecto Fernando Ramón Moliner, autor del monumento. El homenaje no pudo completarse porque la policía disolvió el acto violentamente.
Tras los disturbios, fueron detenidas 27 personas. Entre ellas, Moreno Galván, Pedro Caba (médico), Eduardo Úrculo, Alfredo Florez (abogado), J. A. Ramos Herranz (ingeniero), Pedro Dicenta (maestro), Carlos Álvarez. De los 27 detenidos, 16 fueron puestos en libertad por la noche; 11 fueron retenidos y conducidos a Jaén, donde fueron puestos en libertad al día siguiente tras haber pagado una multa que oscilaba entre 5.000 y 25.000 pesetas.
La Cabeza de Machado volvió a Madrid, en el coche de Fernando Ramón. Permaneció en el estudio del escultor Pablo Serrano hasta 1970, fecha en la que fue confiada a la nueva Librería Antonio Machado de Madrid. Tras varios atentados de la extrema derecha en la fachada de la librería en 1971, la cabeza del poeta fue escondida en el sótano del fiscal Jesús Vicente Chamorro. En 1983 pudo ser instalada con todos los honores en la localidad de Baeza.

## Publicaciones
Escribió entre otros los siguientes libros:
- Año nuevo, año viejo en Castilblanco (1985).
- Algunas consideraciones sobre delito y sociedad (1983).
- La persiguibilidad del falso testimonio en causa civil.
- Derecho Procesal: Civil y Penal (programa para oposiciones al ingreso en la escuela judicial).
- El recurso de casación en Materia Civil.